# Bouteille LifeSaver

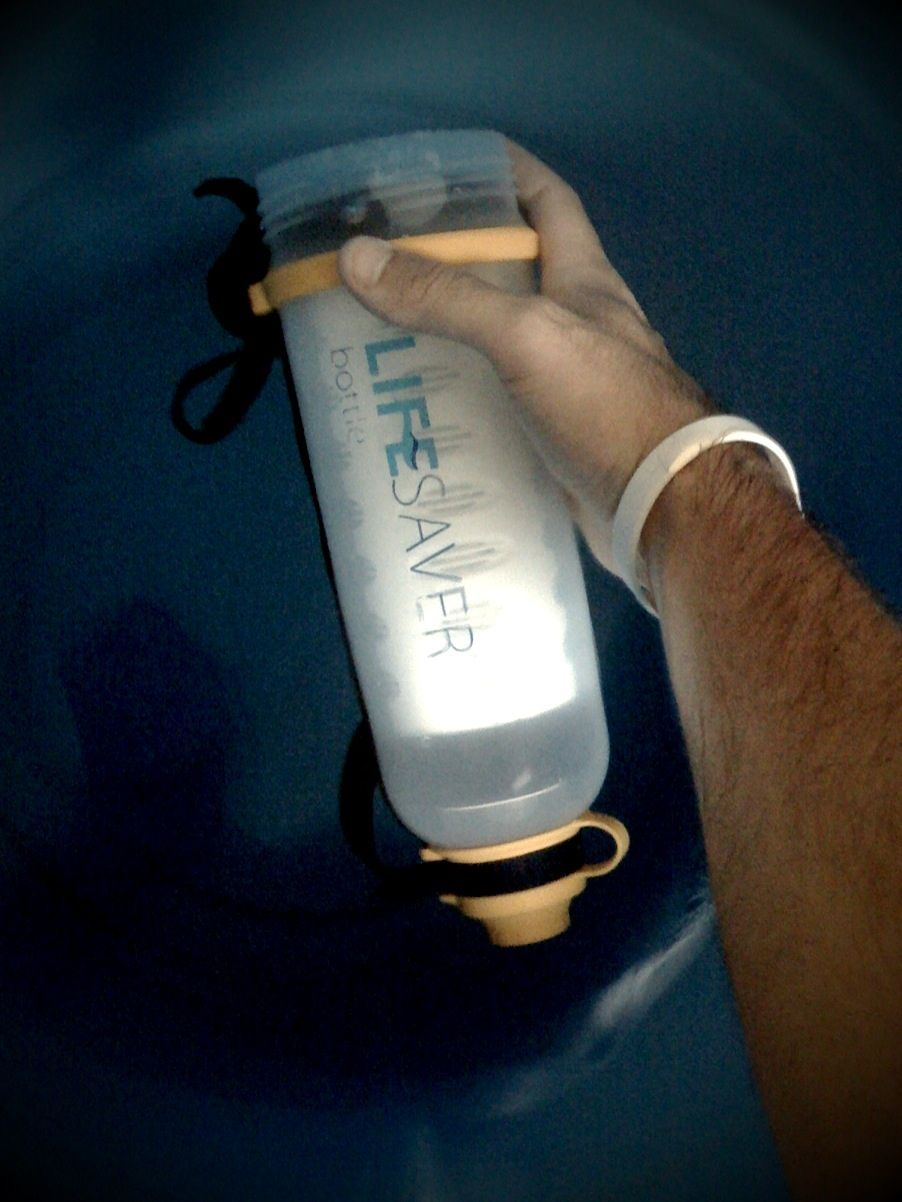

La bouteille Lifesaver (« la bouteille salvatrice ») se présente sous la forme d'une gourde équipée d'un système de filtration de l'eau.
Créée par Michael Pritchard, la bouteille filtre tout ce qui est plus gros que 15 nanomètres. Elle est utilisée par le personnel militaire et par des civils, touché par des catastrophes naturelles, afin d'avoir accès à de l'eau potable n'importe où. 

## Mise au point
Après le séisme du 26 décembre 2004 dans l'océan Indien et l'ouragan Katrina aux États-Unis, Michael Pritchard, expert dans le traitement de l'eau à Ipswich a commencé à développer la bouteille LifeSaver en voyant qu'acheminer de l'eau potable aux réfugiés prenait plusieurs jours. Pritchard a présenté un premier prototype du Lifesaver en 2007 au DSEI de Londres, où il a reçu la récompense du Best Technological Development. Son stock complet de 1 000 bouteilles s'est vendu dans les quatre heures qui ont suivi la présentation. 
Il a également présenté la bouteille LifeSaver à la conférence TED de 2009. 
En 2007, un échantillon de bouteilles a été testé par la London School of Hygiene and Tropical Medicine qui a validé le fait que la bouteille filtre complètement toutes bactéries et virus.

## Limites
La bouteille ne filtre pas les sels dissous.